# Etymologi
Etymologi (af græsk ἔτυμον / étymon 'sand, egentlig, ægte' og λόγος / lógos 'ord, fornuft, forklaring') er læren om enten ords oprindelse og udvikling eller et enkelt ords oprindelse.
For at leve op til sprogvidenskabens krav skal en etymologi leve op til en vis stringens:
- Den skal respektere de regelmæssige lydudviklinger, der er sket i det eller de sprog, som ordet har været en del af.
- Den skal være afledt i henhold til de orddannelsesregler, der gælder i de(t) pågældende sprog.
- Den skal kunne redegøre for en sandsynlig semantisk udvikling.
- Den skal ved fremmedord kunne godtgøre, at der har været kontakt med det andet sprog.

## Eksempler på, hvordan ord kan ændre sig
- Lyde kan i visse positioner ændres til andre lyde (fx blev t efter vokal til d på dansk – sammenlign dansk "vide", "skyde", "had" med svensk veta, skjuta, hat).
- Ord kan f.eks. komme fra dialekter, slang, fagsprog eller indlånes fra andre sprog. Fx er "bøf" et lån fra fransk bœuf "okse".
- Et ords betydning kan gradvis ændres. Fx betød "æde" oprindeligt blot "spise", ligesom de beslægtede ord på svensk (äta), tysk (essen) og engelsk (eat).
- Et ord kan gøres mere lig andre ord, eller bøjningen kan gøres mere regelmæssig. Fx er det gammeldanske nut/nytær med en vokalforandring i flertal blevet erstatet af nød/nødder med den samme vokal i ental og flertal. Dette kaldes analogidannelser.
- Vulgære og tabubelagte ord kan blive erstattet af omskrivninger. Bjørnens indoeuropæiske navn (fx latin ursus, græsk arktos) er i germansk blevet erstattet af et ord, der betyder "den brune" (fx dansk "bjørn") og i slavisk af et ord, der betyder "honningæder" (fx russisk medved)
- En bøjning kan blive en del af et ord (fx er den oprindelige bestemte artikel i "verden" nu blevet en del af ordet – sammenlign svensk värld), eller omvendt.
- Et ord kan blive forkortet. Fx automobil → "bil", ikke uden → ikkun → "kun". En særlig variant er, når et ord eller en vending bliver afsvækket eller specialiseret til at udtrykke en fast grammatisk kategori, fx olddansk *hann ælskaR sik ("han elsker sig, han bliver elsket") → *hann ælskask → han elskes. Det kaldes grammatikalisering.

## De danske ords oprindelse
Meget af det danske grundordforråd er arveord fra urindoeuropæisk over urgermansk, urnordisk og gammeldansk.
Der er imidlertid en stor mængde låneord, der er kommet fra middelnedertysk i middelalderen; de fleste af disse ord er også af indoeuropæisk og germansk oprindelse, men de har ændret sig efter nedertyske lydregler i stedet for nordiske.
I nyere tid er en del ord blevet indlånt fra græsk, latin, fransk, højtysk, svensk og engelsk.

## Etymologiske ordbøger
Der er en tradition for at præsentere et sprogs samlede etymologier mere eller mindre summarisk i ordbogsform.
Den romerske forfatter Marcus Terentius Varro var i sine etymologiske forklaringer af latinske ord stærkt influeret af stoikerne.  Han baserede sig på ordenes lighed, når han fejlagtigt konkluderede med, at lucus a non lucéndo (= "lucus [= lund] kommer af, at den ikke lyser"). Varros forklaring var baseret på, at ordene for "en lund" og "at lyse" på latin begge begynder med luc-.  De er dog ikke af den grund beslægtede ord.
Der findes flere danske etymologiske ordbøger:
- Edwin Jessen, Dansk etymologisk ordbog, København 1893.[3] Den er forældet.
- Hjalmar Falk & Alf Torp, Etymologisk ordbog over det norske og danske sprog, bd. 1-2, Kristiania 1903-06. Den dækker både dansk og norsk (på et tidspunkt, hvor det norske skriftsprog ikke adskilte sig væsentligt fra dansk).
- H.S. Falk & A. Torp, Norwegisch-dänisches etymologisches Wörterbuch, bd. 1-2, Heidelberg: Carl Winter 1910-11. En revideret tysk oversættelse af den ovenstående.
- Niels Åge Nielsen, Dansk etymologisk ordbog. Ordenes historie, København: Gyldendal 1966, 4. udgave 1989. Den medtager kun arveord og låneord, men er til gengæld meget fyldig med hensyn til, hvor mange beslægtede ord der citeres fra andre sprog, og har desuden bibliografiske henvisninger.
- Jan Katlev, Politikens etymologisk ordbog, København: Politikens Forlag 2000.[4] Den er meget mere kortfattet end den foregående, men har til gengæld medtaget de almindeligste fremmedord.

Det er også mange generelle ordbøger, der har kortfattede etymologiske oplysninger. Det gælder på dansk f.eks.:
- Verner Dahlerup, Ordbog over det danske Sprog, bd. 1-28, København: Gyldendal 1919-56. Den findes også i en frit tilgængelig netversion: ordnet.dk.
- Lis Jacobsen, Nudansk Ordbog, bd. 1-2, København: Politikens Forlag 1953. 19. udgave = Christian Becker-Christensen, Politikens Nudansk ordbog, København: Politikens Forlag 2005.
- Ebba Hjorth & Kjeld Kristensen, Den danske ordbog, bd. 1-6, København: Gyldendal 2003-05.